# ぶたあえ
ぶたあえは熊本県天草市の郷土料理。ゆでたタコとナスで作る料理であり、豚肉は用いられない。
天草は豊富な魚介に恵まれており、マダコは特産品にもなっていて、マダコを干しダコにする風景は夏の風物詩ともなっている。
沖縄料理のゴーヤチャンプルーが元になっており、天草では貴重で入手困難な豚肉を天草灘で獲れたタコで代用してつくったのが始まりとされる。
マダコが穫れる夏季にはゴーヤやナスの収穫時期でもあって天草では豊富に獲れた。ゴーヤやナスなどの夏野菜とタコを麦味噌で炒めた料理として定着した。材料がタコになった後も、名前だけ「豚和え（ぶたあえ）」としてそのまま伝わったものである。地域によっては、カボチャやピーマンを加えることもある。
普段の食卓でご飯のおかずに食されるほか、焼酎の肴としても食される。また、冷めても美味しいので弁当のおかずとしても利用される。各家庭でも作られるがスーパーマーケットで惣菜としても販売されている。